# Seven Worlds
| Críticas profissionais | Críticas profissionais |
| Avaliações da crítica  | Avaliações da crítica  |
| Fonte                  | Avaliação              |
| ---------------------- | ---------------------- |
| Allmusic               | [ 1 ]                  |

Seven Worlds é o quarto álbum de estúdio do guitarrista estadunidense Eric Johnson, gravado durante os anos de 1976 e 1978, logo após Eric sair de sua primeira banda, The Electromagnets. Foi lançado apenas em 1998 (selo Ark 21), tornando-se o quarto CD solo, em ordem de lançamento, do guitarrista. Por ordem cronológica, no entanto, este seria o álbum debut do artista. Um resquício deste adiamento fez com que as faixas Zap e Emerald Eyes fossem lançadas pela primeira vez no álbum Tones, de 1986, que, por ordem de lançamento, é seu primeiro álbum.

## Faixas do CD
Todas as músicas foram compostas por Eric Johnson, exceto onde indicado.
| N.º            | Título                 | Compositor(es)                     | Duração |  |
| 1.             | "Zap"                  |                                    | 3:22    |  |
| 2.             | "Emerald Eyes"         | Eric Johnson / Jay Aaron Podolnick | 3:18    |  |
| 3.             | "Showdown"             | Eric Johnson / Jay Aaron Podolnick | 3:59    |  |
| 4.             | "Missing Key"          |                                    | 3:43    |  |
| 5.             | "Alone With You"       |                                    | 6:13    |  |
| 6.             | "I Promise I Will Try" |                                    | 2:41    |  |
| 7.             | "Winter Came"          |                                    | 4:56    |  |
| 8.             | "Turn the Page"        |                                    | 3:49    |  |
| 9.             | "A Song for Life"      |                                    | 2:29    |  |
| 10.            | "By Your Side"         |                                    | 3:37    |  |
| Duração total: | Duração total:         | Duração total:                     | 38:07   |  |

## Personnel
- Eric Johnson – guitarra, Vocal principal, Piano Rhodes, piano, Guitarra havaiana
- Jay Aaron Podolnick – Vocais
- Christopher Cross – vocais
- Liza Farrow – vocais
- Kim Wilson – harmonica
- Nick Phelps – trompete
- Jimmy Martin – guitarra
- Stephen Barber – sintetizador
- Roscoe Beck – baixo elétrico
- Kyle Brock – baixo elétrico
- David Dennard – baixo elétrico
- Bill Maddox – baterias
- Mark Singer – baterias
- Linda Wetherby – Viola de gamba